# ヒメハマナデシコ
ヒメハマナデシコ（姫浜撫子、Dianthus kiusianus）とは、ナデシコ科ナデシコ属の多年草。

## 概要
日本固有種で、本州（和歌山県）、四国（愛媛県）、九州（長崎県・熊本県・大分県・宮崎県・鹿児島県）及び南西諸島（種子島～徳之島、伊江島、西表島）に分布する。日当たりの良い海岸の砂浜や岩場に生育する。
多年草で、高さ10～30cm。茎は株状で直立し、根茎は木質で地面を這うか斜上する。葉（茎葉）は対生、狭長楕円形～倒披針形で長さ1～3cm、先端は鋭く尖る。根生葉は倒卵状楕円形～へら状長楕円形で、長さ3～5cm、先端は鈍く尖るか円くなる。茎葉・根生葉ともに葉縁に微毛を生やし、表面は光沢のある緑色。花期は4～9月。花は集散花序で、茎の頂端に1～6個付き、花弁は5枚で、苞（ほう）の先が短い針状になる。色は紅紫色。
自生地の開発や園芸用の採集の影響で減少している地域がある。

## 近縁種
日本には、ナデシコ属（Dianthus）に属する種が本変種のほかに、3種生育する（ナデシコ#ナデシコ属を参照）が、その中でもハマナデシコ（D. japonicus）は分布域、生育環境が類似し、しばしば混生する。相違点は、ハマナデシコの方が背が高く、花の数が多く密につき、苞の先が尾状になる点である。

## 保護上の位置づけ
生育地である下記の地方公共団体が作成したレッドデータブックに掲載されている。
- 和歌山県：絶滅危惧IA類
- 大分県：情報不足
- 熊本県：絶滅危惧II類
- 宮崎県：絶滅危惧IA類
- 沖縄県：絶滅危惧IA類